# Végítélet

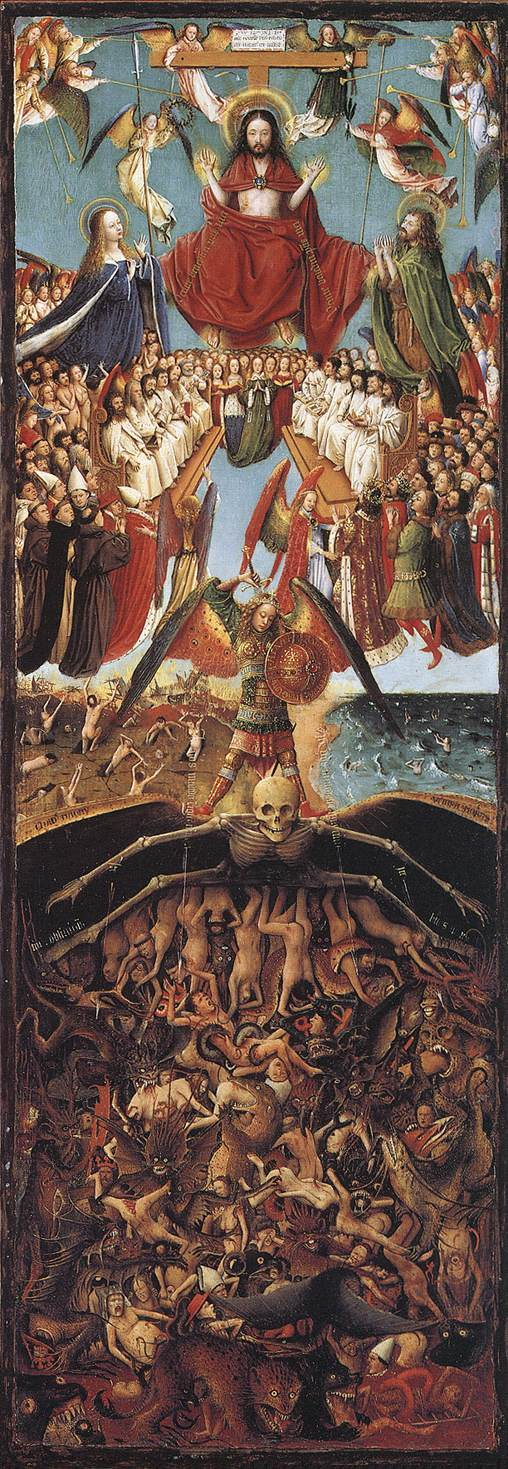
Jan van Eyck: Utolsó ítélet, Metropolitan Museum, New York

A végítélet (vagy utolsó ítélet, ítélet napja, az Úr napja, a harag napja, a Végső Óra, Végső Nap) a monoteista ábrahámi vallások és a zoroasztrizmus eszkatológiai kifejezése, a világ végén bekövetkező isteni ítéletről. 
A keresztény (többségi) értelmezés alapján a végítélet a világ – az emberi történelem – végén történik meg, amikor Isten mindenkit megítél az élete alapján.
Mind a keresztény, mind a muszlim tanítás alapján a jelen földi élet csak egy próbaidő, mely letelte után Isten mindenkit az ő élete szerint büntet vagy jutalmaz.
A végítélettel kapcsolatban a karma-tant elfogadó vallásokban (hinduizmus, buddhizmus, dzsainizmus) egy bizonyos fajta ítélet folyamatosan érvényesül az életben, és az ember következő életét előző életének tettei határozzák meg. Az összes fő vallás mondanivalója tulajdonképp ugyanaz: minden ember a halála után megkapja az ő élete cselekedeteinek igazságos következményét.
A végítélet keresztény eseménye számos művészt ihletett ábrázolásra.
A tudományban is a világ végét nevezik gyakran végítéletnek – amelyet egyesek közelinek tartanak  (→ A végítélet órája)

## Kereszténység

### A teremtés után
Isten az első emberpárt úgy teremtette, hogy az életet a lehető legteljesebb mértékben élvezhessék földi otthonukban – boldogan és örökké.
Ádám és Éva megteremtése után a földön harmónia uralkodott, Isten és az ember közötti harmónia következményeként. Ezt tükrözte az ember lénye is: harmóniában élt környezetével és önmagával is, tökéletes ura volt ösztöneinek. Az ember Istent tükrözte, természete összhangban volt Isten akaratával. Érzései tiszták voltak; vágyait és érzelmeit értelme uralta. Az ember szent volt, Isten képmását boldogan, akarata iránti tökéletes engedelmességgel viselte.
Bár Isten ártatlannak és szentnek teremtette az első emberpárt, nem volt kizárva a vétkezés lehetősége. Isten szabad erkölcsi lényekké alkotta őket, akik értékelni tudják jellemét – bölcsességét és jóságát -, kívánalmainak méltányosságát, és szabadságukban áll, hogy engedelmeskedjenek vagy megtagadják az engedelmességet. De örök biztonságuk és létük megszerzése előtt ki kellett állniuk hűségük próbáját.
Isten törvény alá helyezte az embert létének nélkülözhetetlen feltételeként. Isten kormányzatának alattvalója volt, és egy kormányzat sem állhat fenn törvény nélkül. Isten úgy is teremthette volna az embert, hogy képtelen áthágni törvényét; de akkor az ember nem lett volna szabad erkölcsi lény, hanem csak akarat nélküli báb. A döntés lehetősége nélkül engedelmessége nem lett volna önkéntes, hanem csak kikényszerített.
Isten parancsa iránti engedetlenség volt, amely elválasztotta az embert Istentől, és rázúdította a világra a kimondhatatlan nyomor áradatát.
Ádám és Éva miután áthágta Isten parancsát, átkot hozott a teremtett világra és az emberekre éppúgy. Az ember megtapasztalta, hogy a bűn zsoldja a halál. Bűnük vonta maga után ezt az isteni ítéletet: „Visszatérsz a földbe, mert abból vétettél; mert por vagy te, és ismét porrá leszel" .
A Biblia alapján az örök élet az első pillanattól kezdve egy döntő feltételtől függött: az Isten parancsai iránti engedelmességtől és hűségtől. Engedetlensége által az ember nem csak az édenkertet veszíthette el, hanem az élete is veszélyben volt. “És megparancsolta az Úr Isten az embernek, mondván: A kert minden fájáról bátran egyél, de a jó és gonosz tudásának fájáról, arról ne egyél; mert amely napon eszel arról, bizony meghalsz.” Ádámnak és Évának csak feltételes volt a halhatatlansága. A halhatatlanság még nem volt az övé; csak a lehetősége előtt állt annak, hogy azt megszerezze; de a bűnesettel elveszítették azt. Csak Isten irgalma mentette meg Ádámot és Évát az azonnali haláltól. Mivel az első emberpár nem örökíthette tovább azt, amije már neki sem volt, „a halál minden emberre elhatott, mivelhogy mindenek vétkeztek". Ez a halál azonban nem teljes megsemmisülés, hanem csak átmeneti öntudatlan állapot, míg az ember a feltámadásra vár. A Biblia ismételten alvásnak nevezi ezt a közbeeső állapotot.

### Az ítélet
A Biblia kijelenti hogy az örök élet és boldogság az Isten parancsai iránti engedelmesség függvénye. 
Jahvénak, mint igaz Bírónak a megjelenítésével már az Ószövetségben találkozunk majd az Újszövetség is átveszi a gondolatot, amikor Jézus 2. eljövetelével hozza azt kapcsolatba.
Isten igazságos bíróként megjutalmazza mindazt, ami jó, és megbünteti mindazt, ami rossz. Az ítéletre gyakran már a földi életben sor kerül, a tapasztalat azonban arra tanít, az erényes embernek néha igen nehéz és boldogtalan élete van, míg Isten a bűnös ember megérdemelt büntetését késlelteti – nyilvánvalóan azért, mert Isten útja nem azonos az emberekével; Isten nem rövid időszakokban számol, mint az emberek. Az összes cselekedet végső megítélése nem ebben a világban, hanem a túlvilágon következik majd be.
Az ókori izraeliták tudták, hogy Isten számadásra vonja őket egyénenként a tetteikért majd az apostolok is írnak arról, hogy a jövőben lesz egy konkrét időszak, egy bizonyos „nap”, amikor minden ember, az élők és a holtak is egyenként meg lesznek ítélve. A végítélet – amikor Isten számadásra von minden embert – az Újszövetség alapján Jézus második eljövetele és a halottak feltámadása után történik meg, amikor az egész emberiség, minden egyén meg lesz ítélve az ő cselekedete szerint. A világvége akkor következik be, amikor az evangéliumot prédikációk révén a Föld minden népe megismerte már; közeledését a hit nagymérvű hanyatlása, álpróféták, háborúk, járványok, természeti katasztrófák és az emberi erkölcsök általános elvadulása jelzi. 
Az apostolok cselekedeteiben Lukács evangélista azt írja, hogy Isten kitűzött egy napot, amelyen megítéli az egész földet, minden embert, Jézus által: Azért rendelt egy napot, amelyen igazságos ítéletet mond majd az egész földkerekség fölött egy férfi által, akit erre kiválasztott, akiről bizonyságot adott mindenki előtt azáltal, hogy feltámasztotta a halálból.
A jelenések könyvében János evangélista így ír a végítéletről: És láttam, hogy a halottak, nagyok és kicsinyek a trón előtt állnak, és könyvek nyittattak ki. Egy másik könyv is kinyittatott, az élet könyve, és a halottak a könyvekben írottak alapján ítéltettek meg cselekedeteik szerint ... és megítéltetett mindenki a maga cselekedetei szerint.
A végítélet idejét egy ember sem ismeri, de a föld történelmének végén, az utolsó időt lezáróan minden halott feltámad és meg lesz ítélve, akárcsak az azt megélő emberek.
A Szentírás az emberek két osztályát állítja egymással szembe. Az egyik oldalon Isten gyermekei: akik az Ő parancsolatait megtartják, a másik oldalon a világ fiai: akik Isten parancsolatait semmibe veszik. A jelenések könyve az élet könyvével szimbolizálja, hogy kik kapnak örök életet Istentől. Az összes hívők reménysége az örök élet, az új föld, amelyet Isten kínál a parancsait megtartóknak. A "paradicsom" vagy "mennyország" örökségül adatik azoknak, akik a világot annak kívánságaival és kísértéseivel együtt legyőzték és Isten parancsolatai iránt engedelmesek voltak. Ezen új földön ’’halál nem lesz többé, sem gyász, sem jajkiáltás, sem fájdalom’’ Itt az üdvözültek egy örökké tartó boldog honban fognak élni.
Mondjátok az igazaknak, hogy jó dolguk lesz, mert tetteiknek gyümölcsét élvezhetik. Jaj a gonosznak! Rossz dolga lesz, mert cselekedetei szerint fizetek neki.
Eljött a te haragod, és a halottak ideje, hogy megítéltessenek, és jutalmat adj a te szolgáidnak, a prófétáknak és a szenteknek, és akik a te nevedet félik, kicsinyeknek és nagyoknak; és elpusztítsd azokat, akik a földet pusztítják.
Az embereknek nem lesz több lehetőségük, hogy a túlvilágon még további érdemeket szerezzenek, és ilyen módon megváltoztassák az ítéletet, mivel az uralkodó keresztény felfogás szerint kizárólag a Föld és a jelen élet a munkálkodás és a próbatétel színtere. Később megszűnik minden változás, minden átalakulás, és nem lesz többé idő sem.
A bűnben gyönyörködők és akik nem szakadtak el bűnös életüktől, akik nem Isten örök és változatlan törvényei szerint éltek, a végítélet után a kárhozatra jutnak és elpusztíttatnak. Isten mindenkinek az ő életének cselekedetei alapján fizet meg.
A test kívánságát ne teljesítsétek... A test cselekedetei nyilvánvalók, mégpedig ezek: házasságtörés, paráznaság, tisztátalanság, bujálkodás, bálványimádás, varázslás, ellenségeskedés, viszálykodás, féltékenység, harag, önzés, széthúzás, pártoskodás, irigység, gyilkosság, részegeskedés, tobzódás és ezekhez hasonlók. Akik ilyeneket cselekszenek, nem öröklik Isten országát.
a hitetleneknek, az utálatosaknak, gyilkosoknak és paráznáknak, a varázslóknak és bálványimádóknak, és minden hazugoknak... a tűzzel és kénnel égő tóban lesz a helye... és ha valaki nem találtatott beírva az élet könyvében, a tűznek tavába vetteték.
A Biblia alapján az ember arra lett teremtve, hogy örökké éljen boldogan. Az első emberpár a bűn miatt vesztette el az örök életet és a paradicsomot. A bűn által átok jött e földre, fájdalom és szenvedés.
Isten azon szándéka, hogy az emberek tökéletesek és bűntelenek legyenek, és örökké éljenek egy paradicsomi földön, nem változott meg. A végítélet után a jelenlegi anyagi világ teljes átalakulása megy majd végbe. Akkor az Úr napján az ég a tűztől megsemmisül, és az elemek a hőségtől megolvadnak,
azután új ég keletkezik és új föld, amelyen isteni ígéret szerint igazságosság lakozik. Isten megtisztítja a földet a bűn minden szennyétől: a bűn eltűnik és vele eltűnik az átok is, összes következményével együtt: minden betegséggel, erőszakkal, nyomorúsággal és a halállal együtt. Ez az új Föld lesz az ’’igazak’’ lakhelye. Ádám és Éva az Isten parancsa iránti engedetlenség miatt vesztette el a paradicsomot és egyben az örök életet, ezért nem remélheti egyetlen ember sem, hogy Isten új paradicsomába bejusson, ha kitart az ő parancsolatainak áthágásában. Csak azok jutnak oda, akik életük tettei alapján méltónak találtatnak az örök életre.

### Katolikus egyház
A teljes preterista értelmezés alapján az ítélet az egyének halála után történik meg (hasonlóan az ókori egyiptomiak hitéhez).
Az Egyház azt tanítja, hogy az ember halála után következik az ítélet, azaz közvetlenül a halál után minden ember lelke találkozik Istennel, amikor is Jézus Krisztus mindenkit külön-külön megítél és végérvényesen dönt az egyén sorsáról: vagy az örök kárhozatra jut, vagy az örök boldogságba, vagy pedig az átmeneti tisztítóhelyre. Ezt az ítéletet nevezik különítéletnek. Az ún. utolsó napon, vagy az ítélet napján Jézus újra eljön dicsőségesen, feltámasztja a halottakat és egy egyetemes ítéletet tart, ahol az egész emberiség előtt mond ítéletet minden emberről, minden cselekedetről, korról, nemzetről, eszméről, jókról és rosszaktól egyaránt. Ez az utolsó ítélet a keresztény élet győzelme és diadalmas megnyilvánulása. Ekkor véget ér az emberi történelem, a világ jelenlegi formája átalakul, és megkezdődik egy új ég és új föld időtlen története.

### Ortodox kereszténység
Az ortodox kereszténység azt tanítja, hogy két ítélet létezik: az első ítélet az, amely az ember halála után történik, amikor is Isten eldönti, hogy hol töltse az időt Krisztus második eljöveteléig. Ez az ítélet általában a halál utáni negyvenedik napon történik. A második, általános vagy végső ítélet a második eljövetel után fog megtörténni.

### Adventisták
Az adventisták szerint bár a Biblia több helyen említ örökkön-örökké tartó gyötrődést, mindazonáltal nem fog létezni pokol egy örökkévalóságon át, csak egy meghatározott ideig. Az örök pokol eszméjének nem a bűnös megjavítása a célja, épp ezért az örök gyötrelem tana értelmetlen és kegyetlen. Ha létezne örökkön-örökké tartó gyötrődés a pokolban, akkor az Isten kegyelmével és szeretetével – az egész Szentírással – ellentétes lenne.
Jeremiás könyvében is szó van egy olthatatlan tűzről Jeruzsálem kapuiban, mégis miután Jeruzsálem elpusztult, a tűz kialudt. Az örökkön-örökké szónak itt vonatkozó értelme van: annak végéig. Akik kárhozatra jutnak, azok közül egyesek egy szempillantás alatt kiirtatnak, míg mások rövidebb-hosszabb ideig szenvednek elkövetett bűneikért. Mindenki az ő élete szerint lesz megítélve.

### Jehova Tanúi
A Jehova Tanúi értelmezése szerint mivel sokan úgy haltak meg, hogy nem ismerték meg Istent, ezért a millennium előtt Jézus fel fogja támasztani őket, hogy lehetőségük legyen megismerni Jehovát. Ezek az emberek az alapján lesznek megítélve, hogy mit tesznek a feltámadásuk után.

## Iszlám
A muszlimok hisznek abban, hogy lesz egy ítéletnap, amikor Isten (Alláh) elé járul minden ember, és ez éppen olyan lesz, mintha egy bíróság elé járulnánk. Az Ítélet Napjába (يوم الدين Jaum ad-Din) vetett hit az iszlámban a hit alapigazságainak egyike, amely nélkül senki sem nevezheti magát hívő muszlimnak. A Korán emlékezteti az embereket a végítéletre és az azt megelőző próbatételekre, s arra ösztönzi a hívőket, hogy készüljenek a "Végső Nap"ra jó tettekkel, istenszolgálattal, bűnbánattal.
Az ember halála után Isten (Allah) megvizsgálja az egyén életét és mérlegre teszi a cselekedeteit. A világ végén – a világtörténelmet és az utolsó napokat lezáró -Végső Napon vagy Ítélet Napján (jaum al-dín) minden ember megkapja a maga könyvét, amelybe az angyalok feljegyezték jó és rossz cselekedeteiket. Isten mindenki felett Ítéletet mond, amire a halottak is feltámadnak (jaum al-qijáma).
```
A hitetlenek azt állítják, hogy nem támasztatnak föl halottaikból. Mondd: "De igen, az Uramra, bizony föl lesztek támasztva!
 
[
37
]
 
Azt gondoltátok vajon, hogy játékból teremtettünk benneteket, és hogy nem lesz visszatérésetek hozzám?
 
[
38
]
```

A Végső Nap döntése alapján az arra érdemesek a Kertekbe (Dzsanna), a gonoszok pedig a Tűzbe (Nár) jutnak. E fogalmak megfeleltethetők a keresztény és zsidó vallás Paradicsom- és Pokol-fogalmainak. A pokol és a paradicsom között helyezkedik el a "limbus", a gyermekek és az elmebetegek tartózkodási helye. Némelyek szerint ez egyfajta purgatórium, amelyben megtisztulnak azok, akik bocsánatos bűnöket követtek el, hogy végül bejussanak a paradicsomba.
```
Azon a napon úgy hajtjuk össze az eget, ahogyan az írnok göngyölíti össze az irattekercseket. Ahogy véghez vittük az első teremtést, megismételjük azt. Ígéret ez, amely minket terhel. Így cselekszünk.
[
41
]
```

Az ítélet kizárólag az egyes ember hite és a cselekedetei, illetve Allah könyörületessége alapján történik, és az iszlám elutasítja Jézus vagy más személy megváltását.
A végítélet "napja" addig tart, míg az üdvözültek a mennybe, az elkárhozottak a pokolba kerülnek.